# サライツ川
サライツ川（サライツがわ、バスク語: Zaraitzu）またはサラサール川（サラサールがわ、スペイン語: Río Salazar）は、スペイン・ナバーラ州を流れる河川。エブロ川水系の河川であり、イラティ川の支流である。

## 地理

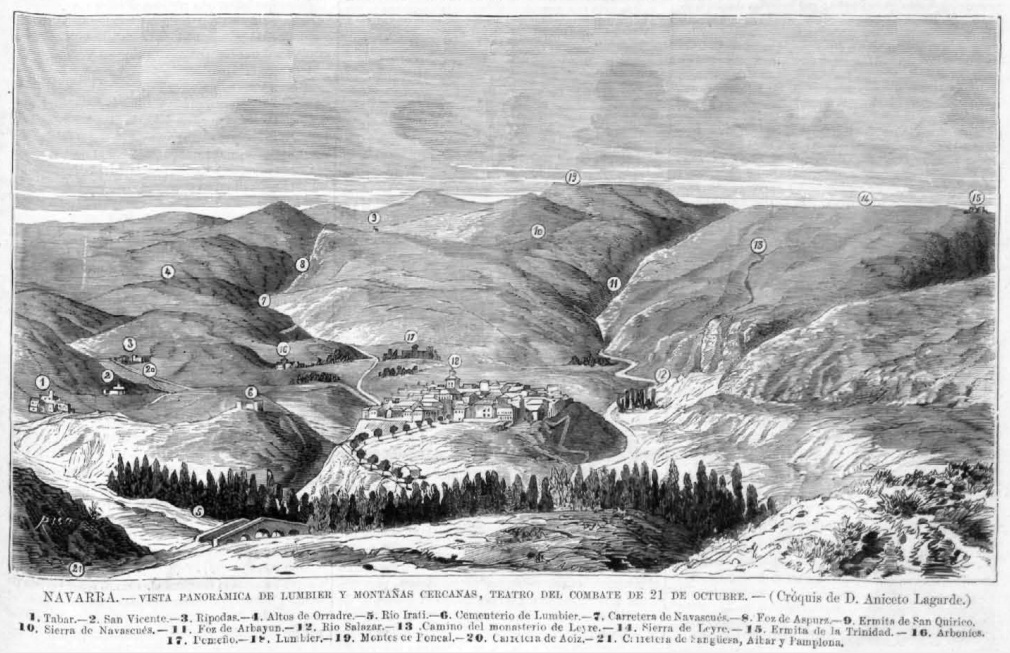
1875年に描かれたサライツ川がイラティ川へと合流する付近の絵地図

サトイア川（バスク語、Zatoia）とアンドゥニャ川（バスク語、Anduña）とが合流した地点より下流側をサライツ川と呼んでいる。ここからイラティ川へと合流するまでがサライツ川の流路であり、その長さは69 kmで、流域面積は533 km2である。サライツ川流域の平均標高は963 mであるものの、流域で標高が900 mから1000 mの間にあるのは流域面積の22.5 ％である。イラティ川への合流点の標高は410 mである。サライツ川の流路にはフォス・デ・アルバユンと呼ばれる峡谷が存在する。

## 支流
サライツ川の主要な支流は、以下の通りである。なお、イラティ川への合流点側から順に記した。また、見出しレベルが低い川は、その上位の川の支流であること意味する。
- イラティ川への合流点
  - サライツ川
    - Egúrzanos
    - Cerréncano
      - Arrakos

    - La Sierra
    - Izpiña
    - Xabros
      - Larraize

    - Zaldaña

  - サライツ川の起点 - アンドゥニャ川とサトイア川の合流点。
    - アンドゥニャ川
    - サトイア川

サライツ川はイラティ川の支流であり、アラゴン川、エブロ川を通って最終的には地中海に注ぐ。